# Синьо-жълт цезио
Синьо-жълтите цезии (Caesio teres) са вид актиноптери от семейство Caesionidae.
Те са незастрашен вид.
Таксонът е описан за пръв път от Алвин Сийл през 1906 година.